# 国際労働会議代表反対運動
国際労働会議代表反対運動（こくさいろうどうかいぎだいひょうはんたいうんどう）とは、1919年（大正8年）の第1回国際労働会議に派遣される日本労働者代表の官選に反対し、労働団体が起こした運動である。

## 経緯

### 国際労働会議の招集
第一次世界大戦後に結ばれたヴェルサイユ条約中の国際労働規約により発足した国際労働機関（ILO）は、1919年（大正8年）参加国による総会である国際労働会議（10月29日ワシントンで開催）を招集した。ILOに加盟した日本でも、この会議に派遣される代表（政府・使用者・労働者の各代表）が選出されることになり、政府代表には鎌田永吉・岡實の2名、使用者代表は6大都市の商業会議所の選挙により武藤山治（鐘紡社長）が選ばれた。

### 代表選出をめぐる紛争
労働団体の側では、自分たちに労働者代表の選出権があると信じ、友愛会会長である鈴木文治などは自分こそが代表になるものと考えていた。これに対し、政府は労働者代表選出において「労働代表選定全国協議会」なるものを設置したが、これは200人以上を使用する全国の事業所の代表から55名、官営工場15名の協議員をそれぞれ選出し、これに友愛会・信友会（欧字植字工組合）など5労働団体（しかし当時の労働運動の主力である海員組合は含まれていなかった）の代表各1名を加えて構成されるものであった。これは明らかに国際労働規約への違反であったが、政府はこの事実を隠蔽するために国際的に公開された規約条文を国内向けには「極秘」とし一般に示さなかった。労働団体側はこの選出方法を、自分たちの存在を無視するものと見なし、友愛会はさっそく全国協議会から脱退したが、9月15日協議会は開催され18日には労働者代表候補として本多精一（東京財政経済時報主幹）・高野岩三郎（東京帝大教授）・桝本卯平（鳥羽造船所技師長）の3名を選出した。

### 代表選出まで
友愛会・信友会は9月20日神田青年会館で全国労働者大会を共催し、政府を批判するとともに候補に選出された3名に対し強く代表辞退を勧告した。このため第1候補の本多精一は早々と代表辞退を表明し、23日代わりに代表を受諾した高野岩三郎も、周辺の説得にあい9月27日にやはり辞退するに至った。最終的に「労働者代表」に決まった桝本卯平は、各労働団体からの強い反発にあい、国際労働会議への出発のため横浜を出航する際、弔旗や位牌などを持って押しかけた労働者のデモで乗船を妨害され、船が港外に出るのを待って小舟でこっそりと乗船することをよぎなくされる有様であった。また乗船後も、乗組員の大半が友愛会員であったため露骨なサボタージュで船が立ち往生することになった。

### 国際労働会議の開催
ワシントンでの会議においては、友愛会からの要請によりアメリカ労働総同盟（AFL）のゴンパースが桝本の資格を否認して委員会での審査を要求した。これに対し、日本側は必死の工作を行い資格否認を免れたが、大いに国際的面目を損ねることになった。会議では、使用者代表の武藤山治が労働事情についての日本の「特殊事情」を強く主張し、総会は彼に従い日本の劣悪な労働条件（最低就労年齢12歳、15歳以上の週57時間労働、生糸職工の60時間労働制など）を特例として承認してしまった。会議中、桝本はこの「特殊国」扱いなどに反発して日本政府との対決姿勢をとったが、それはそうでもしなければ「労働者代表」として無事には帰国できないだろうというせっぱ詰まった心情によるものであった。また労働者側からの国際会議への直接の働きかけに際しては、片山潜ら在米日本人社会主義者団（いわゆる「アメ亡」組）が貢献した。

### 代表問題の解決
友愛会など労働団体は、労働団体からの国際代表選出という当初の目的は果たせなかったものの、日本政府が信用を大きく損なったことでかえって自らの権威を高めることになった。またこれ以後国際労働会議はつねに日本の労働者代表選出問題をめぐって紛糾したが、第2回会議では海員関係で逓信省労働団体による選出権を承認、その後は労働団体が会議をボイコットしたため反対運動は起こらず、1924年の第6回会議以降、日本政府も譲歩して労働団体に選出権を委ね鈴木が代表に選出されたため、労働者代表問題はようやく解決した。

## 代表選出問題と高野岩三郎

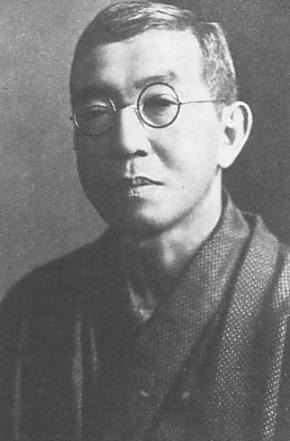
高野岩三郎 / いったん「労働代表」を受諾するも周囲からの圧力により辞した。

高野岩三郎は明治期労働運動の先覚者であった高野房太郎の弟であり、社会政策学会では左派の代表として労働問題を論じ、また友愛会にとっては顧問格・相談役ともいうべき存在であった。そのため労働者代表選出問題においては微妙な立場に立たされ、同僚教授の矢作栄蔵（同じく社会政策学会会員）や吉野作造・吉野信次（農商務省書記官）の兄弟、河合栄治郎（同じく農商務省参事官）らの説得によりいったんは代表を引き受けたものの、今度は鈴木ら友愛会幹部および福田徳三・森戸辰男・櫛田民蔵など友愛会に近い立場の知人・同僚から強く辞退を勧奨された。これに対し吉野作造は顧問の資格で会議に参加するよう高野を慫慂したが、結局のところ高野は労働団体からの支持・合意を取りつけられなかったゆえをもって代表を辞退した。さらに9月30日社会的に迷惑をかけたとして東京帝大教授も辞任、10月8日経済学部教授会もこれを承認した。
この事件は、当時の知識人運動にさまざまな影響をもたらした。民本主義を標榜する知識人統一戦線ともいうべき黎明会では高野の代表受諾をめぐって、有力な会員である吉野が賛成、福田・森戸が反対したことで、同会内部の分裂は拡がり活動は衰退に向かっていった。また東大を辞職した高野が大原社会問題研究所所長に就任し活動の軸足を同所に移したことから、彼が中心的な役割を占めていた社会政策学会も協調会への協力をめぐって会員の対応が分かれ、学会としてはやはり衰退に向かった。農商務省の少壮官僚であった河合栄治郎は、労働組合公認など労働政策の改革を志していたが、この問題に関し知識人が統一した態度がとれなかったことに絶望し、辞表を提出するとともにこの経緯についての暴露的文章を公表した。また河合によると、高野の東大復職（結局実現しなかった）をめぐる人事によって東大経済学部内に派閥が形成され、のちの平賀粛学問題の遠因になったとされる。

## 関連文献
黎明会も参照のこと。
事典項目
- 松尾洋 「国際労働会議代表反対運動」 『国史大辞典』吉川弘文館
- 渡部徹 「国際労働会議代表反対運動」 『日本近現代史辞典』 東洋経済新報社、1978年

単行書
- 赤松克麿 『日本社会運動史』 岩波新書、1952年
- 大河内一男 『暗い谷間の労働運動 - 大正・昭和（戦前） - 』 岩波新書、1970年
- 金原左門（編） 『自由と反動の潮流』（日本民衆の歴史・第7巻） 三省堂、1975年